# Aars (Denemarken)
Aars (ook geschreven als Års en fonetisch, volgens IPA, uitgesproken als:ˈ[ɒˀs]) is een plaats en voormalige gemeente in Denemarken. Sinds 2007 maakt de plaats deel uit van de gemeente Vesthimmerland in de regio Noord-Jutland. De plaats ligt in de gelijknamige parochie. De letter å (of aa) wordt in het Deens uitgesproken als een oo-klank (bijna als ôa).

## Voormalige gemeente
De oppervlakte van de gemeente Aars bedroeg 222,76 km². De voormalige gemeente telde 13.284 inwoners waarvan 6629 mannen en 6655 vrouwen (cijfers 2005). Aars (Års) valt sinds 2007 onder de nieuw gevormde gemeente Vesthimmerland.

## Plaats
De plaats Aars (Års) telt 7328 inwoners (2004). De plaats heeft een archeologisch museum (Museumscenter Aars). Het museumgebouw telt 288.000 rode bakstenen in de vorm van een sculpture en is ontworpen door Per Kirkeby.

## Verkeer
Aars was het kruispunt van twee spoorlijnen, de Hvalpsundbanen en de Himmerlandsbanen. Tegenwoordig zijn dit fietspaden.
- Gemeinsame Normdatei: 4448790-3
- International Standard Name Identifier: 0000 0004 6037 838X
- MusicBrainz: fccb5d35-6b08-4c73-87a3-8d6e276dbbef
- Nationale Bibliotheek van Israël: 987007559924505171
- Virtual International Authority File: 141956624